# 埃莱娜·布瓦万
埃莱娜·布瓦万（法語：Hélène Boivin，1959年2月13日—），加拿大女子游泳运动员。她曾代表加拿大参加1978年英联邦运动会游泳比赛，获得一枚金牌和一枚银牌。她也曾参加1976年夏季奥林匹克运动会。